# Uros

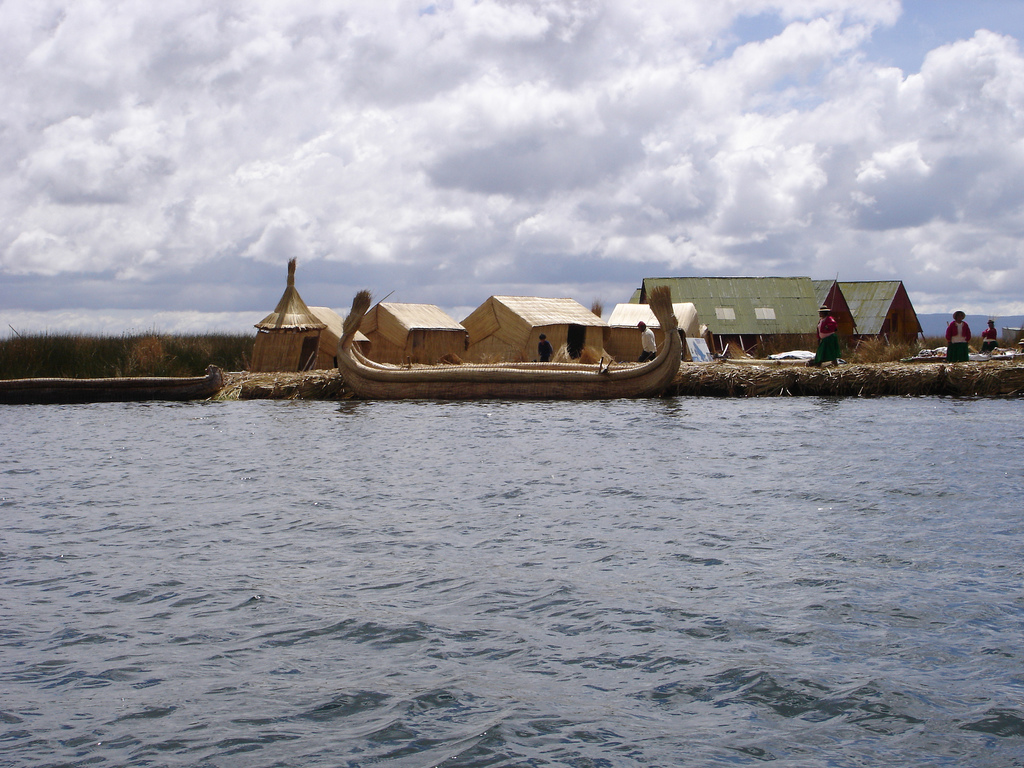
Îles flottantes Uros

Les Uros (ou Urus) sont un peuple habitant autrefois des îles flottantes de la région de Puno, sur la rive péruvienne du lac Titicaca. Le nom Uros vient de leur langue initiale, l'uruquilla, dans laquelle ils s'auto-désignaient Kyotsuñi, abréviation des mots Qhas qut suñi signifiant « les gens du lac ». Un autre dénomination est Lupihaques, signifiant « fils du soleil ».
Dans les années 1950, les Uros ont pour la plupart été acculturés, abandonnant à la fois leur langue, leurs traditions spécifiques et leurs îles flottantes de roseaux, et s'intégrant aux aymaras riverains du lac Titicaca.

## Langue

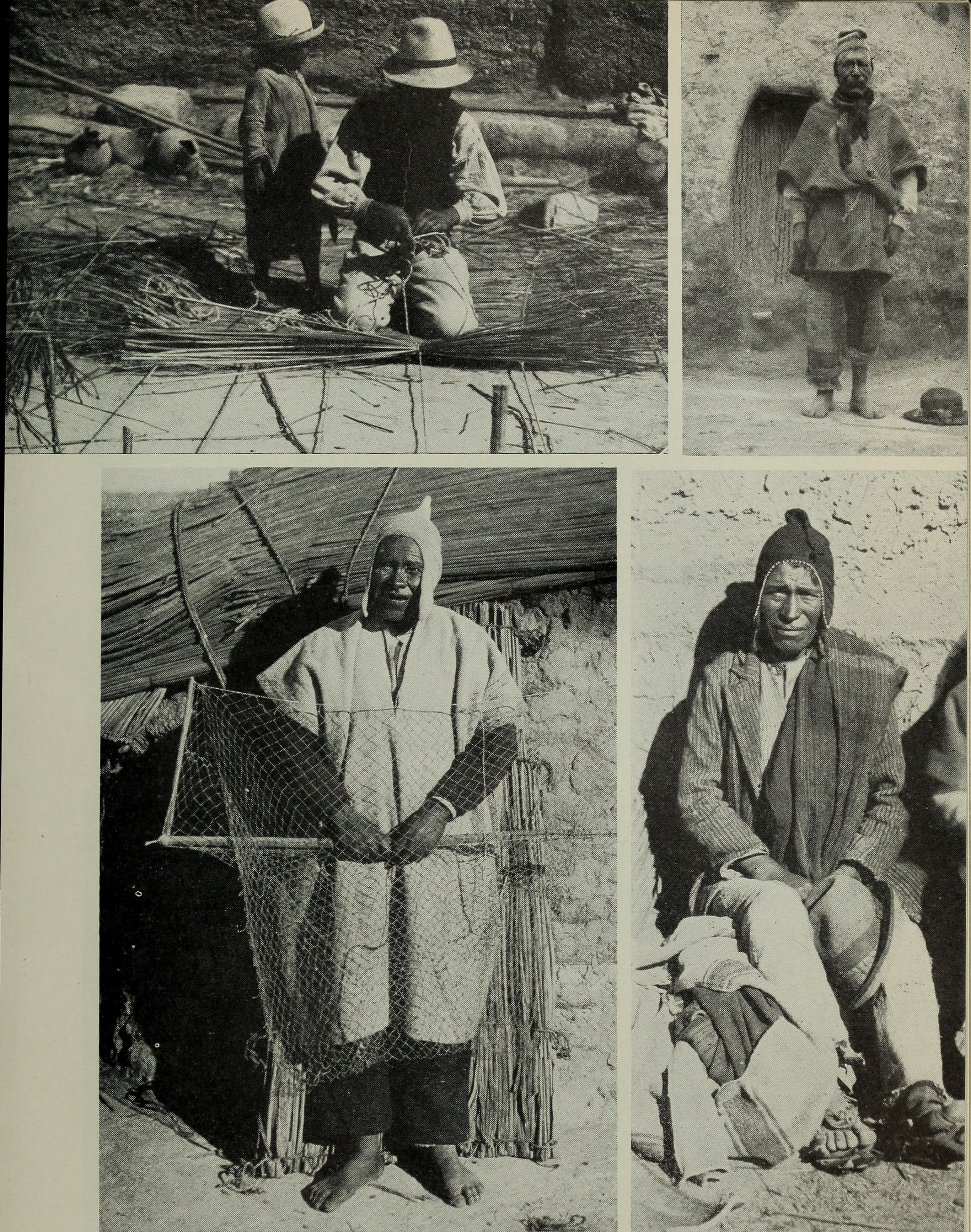
Ethno-photographies d'indiens Uros et Chipayas vers 1901, collectées et proposées en 1946 par Alfred Métraux au Bulletin de la Smithsonian Institution (Bureau of American Ethnology). Traduction du texte d'accompagnement : " Planche 117. — Indiens Uru et Chipaya. - En haut (à gauche) : un Uru fabriquant un tapis. - En haut (à droite): un Chipaya debout. En bas (à gauche): un Uru tenant un filet de pêche. En bas (à droite): un Uru assis. (Courtesy Alfred Metraux.) ".

Au début des années 2000, l'uruquilla ou  urukilla, langue des Uros, ne comptait plus que deux locuteurs sur une communauté aborigène de moins de 200 personnes, les autres étant passées à l'espagnol ou à l'aymara. L'urukilla est très proche du chipaya, au point que ces deux idiomes sont souvent considérés comme les variantes d'une même langue : l'uru-chipaya, également appelée pukina. Dans les siècles antérieurs à l'« aymarisation » du bassin du lac Titicaca, le pukina y était une prestigieuse lingua franca, notamment au temps des incas.

## Mode de vie

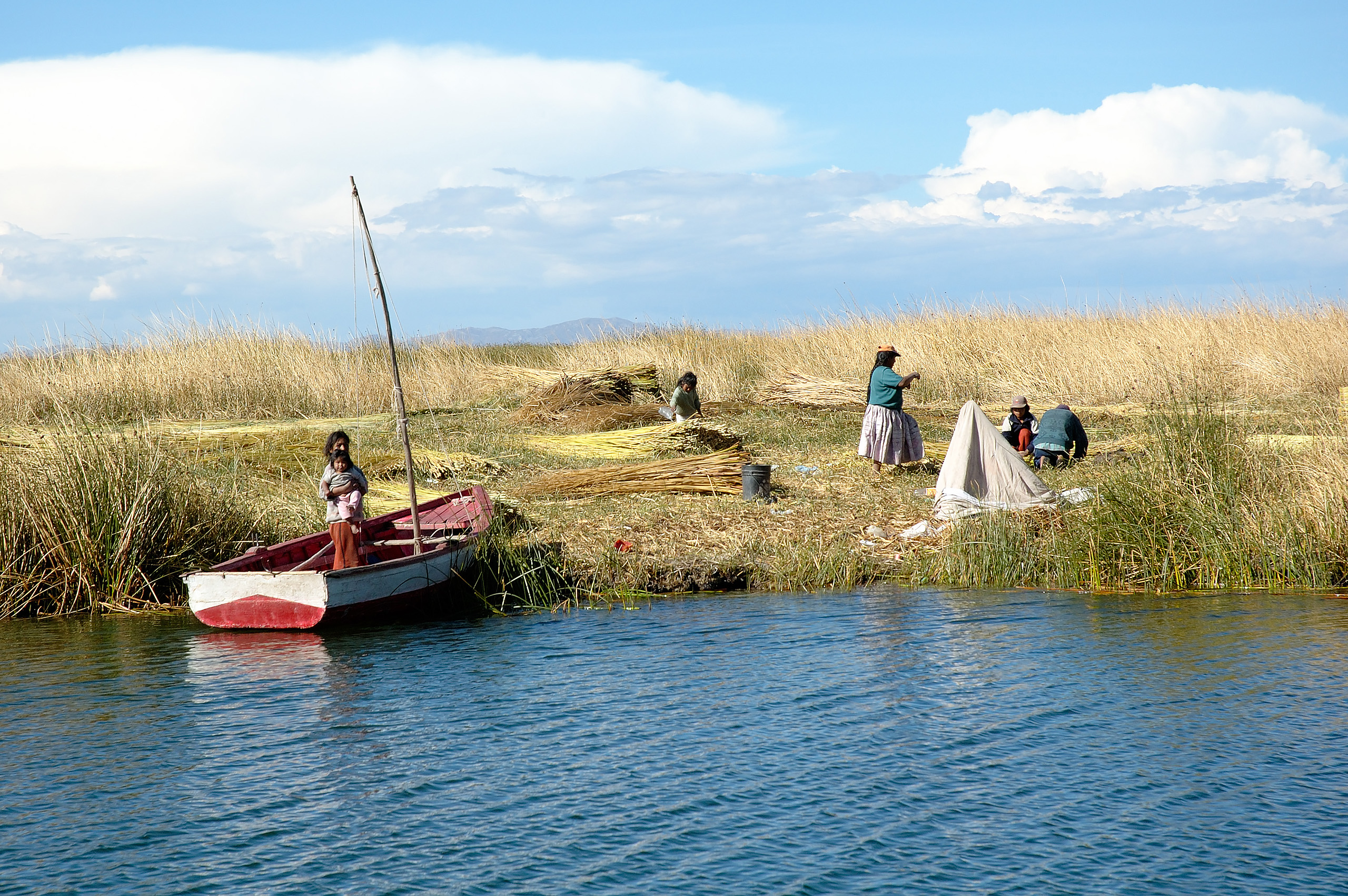
Indiens Uros

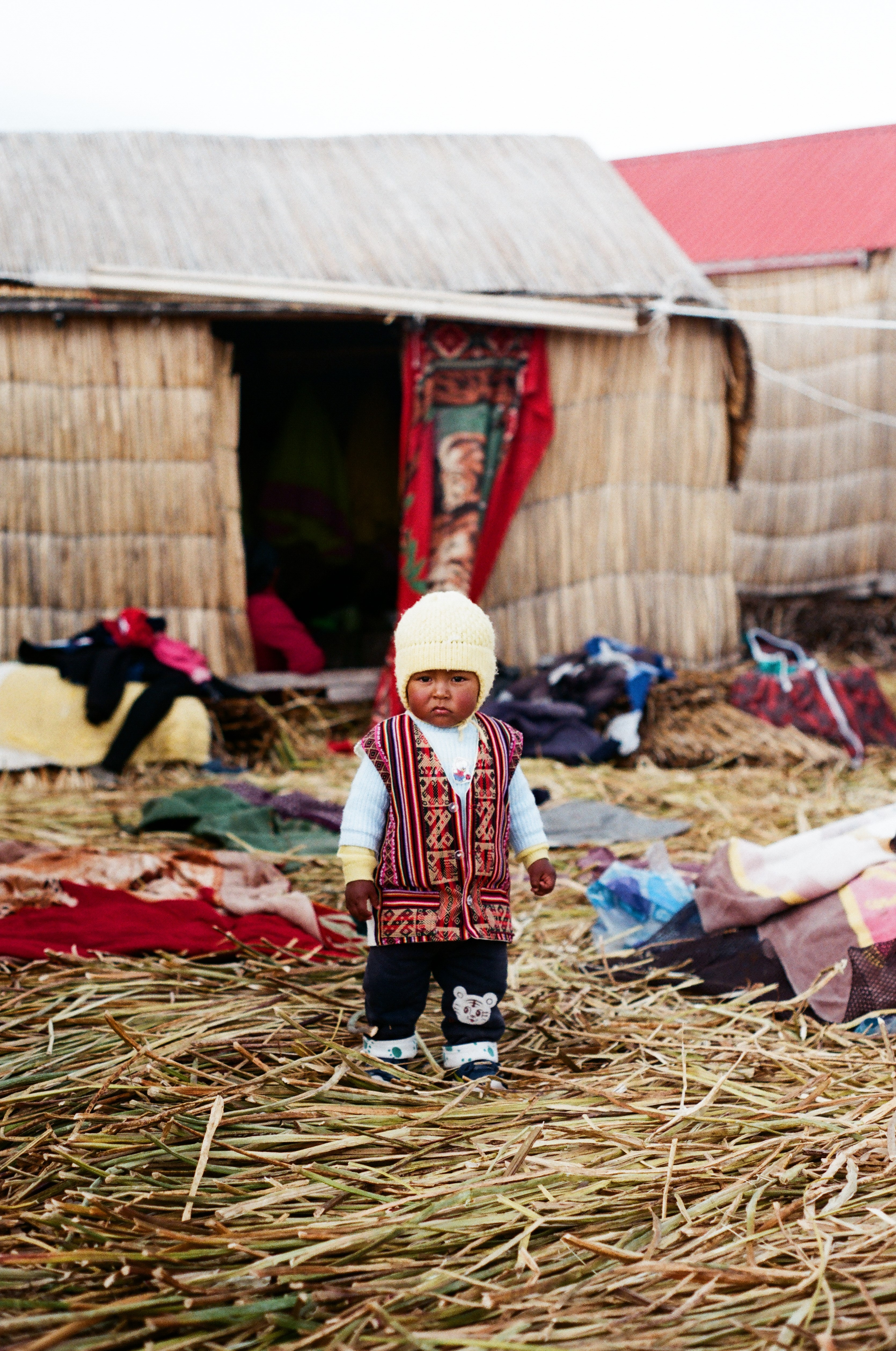
Jeune enfant aymara habitant sur les îles flottantes du Lac Titicaca

Installés à six kilomètres de la ville de Puno, les Uros vivent sur un archipel d'îles flottantes qui se situe entre 60 et 120 îles (ce nombre varie constamment). Ils ont créé les îles à partir de totora, une espèce locale de roseau. Toutes les habitations, mobiliers et embarcations étaient fabriquées à partir de ce matériau. Jean Raspail et Jehan Albert Vellard, explorateurs français, ont rencontré les derniers Uros non encore acculturés en 1954 : ils décrivent leur mode de vie, leur savoir-faire et leur économie, basés sur le totora. Aujourd'hui, leurs descendants devenus Aymaras utilisent et entretiennent les anciennes îles Uros à des fins touristiques, se servant des ouvrages comme ceux de Raspail et Vellard pour faire revivre les anciennes traditions, mais à une échelle supérieure : des séries de bungalows et de gros catamarans en totora accueillent et promènent désormais les touristes.